# Bissen
Bissen (in lussemburghese: Biissen) è un comune del Lussemburgo centrale. Fa parte del cantone di Mersch, nel distretto di Lussemburgo. Si trova lungo il corso del fiume Attert.
Nel 2005, la città di Bissen, capoluogo del comune che si trova nella parte orientale del suo territorio, aveva una popolazione di 2 447 abitanti. A Bissen ha sede una fabbrica di manufatti in acciaio della Arcelor, la seconda più grande azienda del settore nel mondo.